# Bandits Football Sporting Club
O Belmopan Bandits é um clube de futebol Belizenho situado em Belmopan.

## Títutlos
- Campeonato Belizenho de Futebol: 2012–13, 2013–14

## Elenco atual
Nota: Bandeiras indicam equipe nacional, conforme definido pelas regras de elegibilidade da FIFA. Os jogadores podem ter mais de uma nacionalidade não-FIFA.
| N.º |        | Posição | Jogador           |
| --- | ------ | ------- | ----------------- |
| 1   | Belize | G       | Woodrow West ()   |
| 4   | Belize | M       | Elroy Kuylen      |
| 5   | Belize | D       | Shane Armstrong   |
| 6   | Belize | D       | Erick Rodriguez   |
| 7   | Belize | D       | Ian Gaynair       |
| 8   | Belize | M       | Gilbert Swaso     |
| 9   | Belize | M       | David Trapp       |
| 10  | Belize | A       | Deon McCaulay     |
| 11  | Belize | D       | Floyd Jones       |
| 12  | Belize | M       | Denmark Casey Jr. |

| N.º |        | Posição | Jogador            |
| --- | ------ | ------- | ------------------ |
| 13  | Belize | A       | Dennis Serano      |
| 14  | Belize | A       | David Madrid       |
| 15  | Belize | M       | Jeromy James       |
| 16  | Belize | M       | Deris Benavides    |
| 17  | Belize | A       | Brandon Peyrefitte |
| 21  | Belize | M       | Lincoln Wilshire   |
| 22  | Belize | G       | Orlando Galdamez   |
| 23  | Belize | D       | Tyrone Pandy       |
| 25  | Belize | D       | Dalton Eiley       |
| 12  | Brasil |         | Aloisio Teixeira   |